# Itsaso Arana

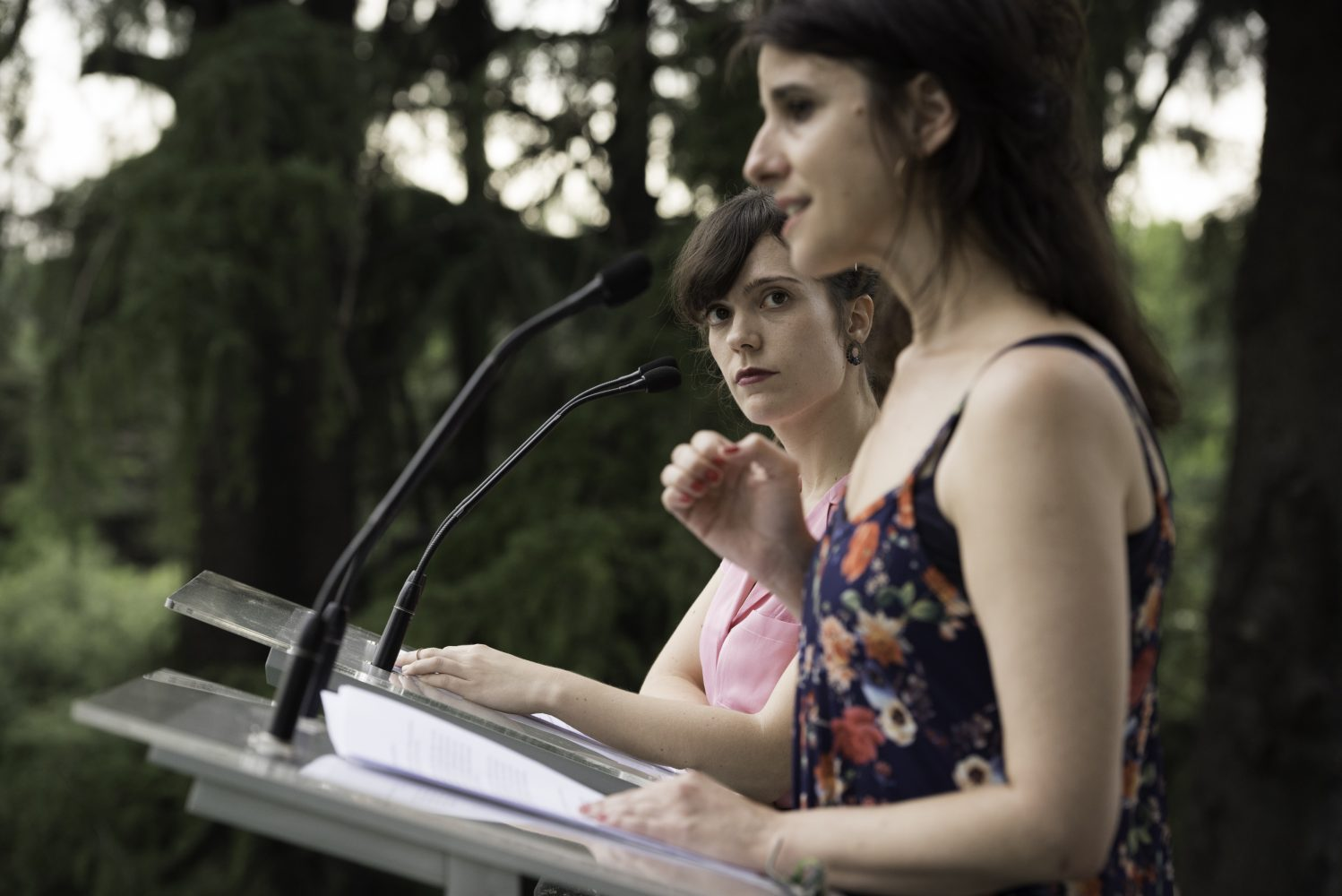
Itsaso Arana met Fernanda Orazi in 2017

Itsaso Arana (Tafalla, 27 augustus 1985) is een Spaanse actrice en scenarioschrijfster. 
Itsaso betekent "zee" in het Baskisch, en Arana betekent "vallei".
Zij studeerde aan de Koninklijke Superieure Academie voor Dramatische Kunst van Madrid (RESAD).

## Filmografie (selectie)

### Televisie
- 2008: Eva y kolegas
- 2014: Prim, el asesinato de la calle del Turco
- 2015: Carlos, rey emperador
- 2020: Alta mar (televisie)
- 2021: Reyes de la noche (televisie)

### Film
- 2019: Diecisiete
- 2019: La virgen de agosto

- Gemeinsame Normdatei: 1267812648
- International Standard Name Identifier: 0000 0005 0268 2102
- Système universitaire de documentation: 230619967
- Virtual International Authority File: 6153651621055781008